# Zaleptus fuscus
Zaleptus fuscus is een hooiwagen uit de familie Sclerosomatidae.